# Tipula (Lunatipula) hyrcana
Tipula (Lunatipula) hyrcana is een tweevleugelige uit de familie langpootmuggen (Tipulidae). De soort komt voor in het Palearctisch gebied.